# Aphonopelma mordax
Aphonopelma mordax là một loài nhện trong họ Theraphosidae.
Loài này thuộc chi Aphonopelma. Aphonopelma mordax được miêu tả năm 1871 bởi Ausserer.